# Culicoides pulicaris
Culicoides pulicaris is een muggensoort uit de familie van de knutten (Ceratopogonidae). De wetenschappelijke naam werd gepubliceerd in 1758 door Carl Linnaeus in de tiende editie van Systema naturae.